# أقحوان ياباني
الأقحوان الياباني هو نوع نباتي ينتمي إلى جنس الأقحوان من الفصيلة النجمية.